# 安全運転管理者

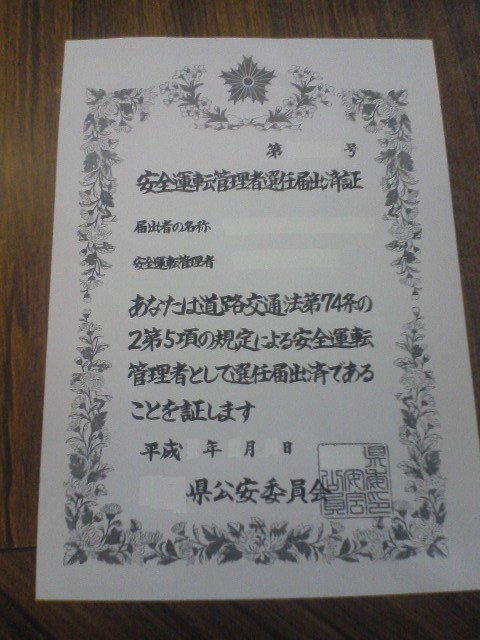
安全運転管理者選任届出済証

安全運転管理者（あんぜんうんてんかんりしゃ）とは、道路交通法に基づき、一定以上の台数の自家用自動車（白ナンバー）を保有する事業所において、運行計画や運転日誌の作成、安全運転の指導を行う者。年一回の講習参加が義務付けられている。なお、事業用自動車（緑ナンバー）については、運行管理者制度がある。

## 選任基準
- 乗車定員が11人以上の自動車にあっては1台、その他の自動車にあっては5台以上。自動二輪車（原動機付自転車を除く）は1台を0.5台として計算）
- 自動車の台数が20台以上の場合は、副安全運転管理者を選任しなければならない。（選任人数は20台毎に1人を追加）
- 自動車貸渡業務を行う事業所においては、同業務に供する車両を除く使用車両の台数によって算出。逆に貸渡車を借用する事業所においては、その台数を含めたものとする。
- 運行管理者等を選任すべき道路車両運送業務を行う事業所においては、運行管理者等が運送業務等に供しない自動車並びにその運転者を道路車両運送法令等の規定に準じて管理する場合、安全運転管理者の選任を要しない（都府県・道方面公安委員会ではなく地方運輸局・沖縄総合事務局の管轄範囲となる）。

## 資格要件
- 20歳以上。(副安全運転管理者をおく場合は30歳以上)
- 運転管理に関する実務経験2年以上。(運転管理に関する公安委員会が行う教習を修了した者は1年)
- 過去2年以内に公安委員会から解任命令を受けていない者。
- 過去2年に以下の違反行為をしていない者

ひき逃げ
酒酔い・酒気帯び運転
飲酒運転に関し車両などを提供する行為
酒類を提供する行為及び依頼・要求して同乗する行為
麻薬等運転
無免許運転
自動車使用制限命令違反
- 過去2年に以下の交通違反の下命・容認をしていない者

酒酔い・酒気帯び運転
麻薬等運転
過労運転
無免許・無資格運転
最高速度違反運転
積載制限違反運転
放置駐車

## 届出
自動車の使用者（事業主等）は安全運転管理者を選任した日から15日以内に自動車の使用の本拠を管轄する公安委員会（所轄の警察署長）に届け出なければならない。

## 講習等
自動車の使用者は、選任した安全運転管理者に対し、法令で定められた安全運転管理業務を行うために必要な権限を与えなければならない。さらに、管理者の自己啓発を促し、効果的な安全運転管理業務ができる能力を身につけるため、公安委員会が行う「安全運転管理者等に対する講習」を受講させる義務がある。

## 解任基準
- 自動車の台数が基準以下になった時
- 事業所が別の警察署管内に移転、又は事業所が閉鎖することになった時
- 安全運転管理者、副安全運転管理者が資格要件を備えなくなった時
- 公安委員会から解任命令を受けた時